# Exclusiva
En periodisme, una exclusiva és una notícia publicada per un periodista o mitjà de comunicació abans que ningú i d'excepcional originalitat, importància, sorpresa o interès.
Les exclusives han de ser importants i interessar o preocupar a moltes persones. Una exclusiva és típicament una història nova o un aspecte nou d'última hora d'alguna notícia ja existent. Generalment la història és inesperada, sorprenent i prèviament desconeguda, per la qual cosa típicament prové d'una font exclusiva. Els esdeveniments amb molts testimonis generalment no poden ser exclusives, (ex., un desastre natural o un anunci en una roda de premsa). Així i tot, el contingut noticiós exclusiu no és sempre una exclusiva si aquest no reuneix el requisit d'importància o sorpresa. A causa de la seva naturalesa secreta, els escàndols són la matèria primera de les exclusives. Les exclusives són part de la cultura periodística i generalment proporcionen prestigi al periodista o mitjà que les aconsegueix.
Casos destacats en la història del periodisme com el Watergate són els més coneguts, però també en són l'excepció. El més habitual és que les exclusives parteixin del resultat de la bona feina d'un periodista, actuant amb curiositat i perseverància. Molt sovint provenen d'un regal per part de qui controla informació, en forma de filtracions interessades.

## Algunes exclusives
- El primer periodista occidental en visitar Hiroshima després de la bomba atòmica, Wilfred Burchett, va contradir la versió oficial explicant el 1945 al Daily Express la radioactivitat que romania.[3]
- El periodista Gabriel García Márquez va escriure el 1955 Relato de un náufrago on, en contra de la versió oficial, denunciava que una embarcació s'havia enfonsat pel sobrepès que portava a conseqüència de la mercaderia del contraban impulsat pel mateix govern de Rojas Pinilla.[4]
- L'Operació Massacre va ser el resultat de la investigació de Rodolfo Walsh i Enriqueta Muñiz, que van destapar els afusellaments de José León Suárez a l'Argentina a través d'una novel·la publicada el 1957.[5]
- La unitat d'investigació InSight va destapar el cas de la talidomida amb una informació publicada el 1961 al The Sunday Times on s'evidenciava que el fàrmac causava malformacions congènites.[4]
- L'Escàndol Watergate va ser destapat pels periodistes del Washington Post Bob Woodward i Carl Bernstein el 1972, que va acabar fent caure el president americà.[2]
- Ricardo Arques va ser el periodista que va destapar el Cas Gal amb un article a Deia el 1986 on va començar a destapar la guerra bruta contra ETA amb el segrest de Segundo Marey o l'assassinat de Lasa i Zabala.[6]
- La periodista Anne Applebaum va donar a conèixer els gulags, els centres de tortura i treballs forçats soviètics. Al llibre Gulag: Una història, que va merèixer un Pulitzer el 2004, entrevista a supervivents.[4]
- L'equip de periodistes Spotlight del Boston Globe va publicar l'escàndol d'abusos sexuals de la diòcesi de Boston el 2002, un reportatge que ràpidament va omplir les portades d'arreu, va ser mereixedor d'un premi Pulitzer i va inspirar la pel·lícula Spotlight. Els periodistes que van fer la investigació van ser Sacha Pfeiffer, Michael Rezendes, Walter Robinson i Matt Carroll.[4]